# フロジノーネ県

フロジノーネ県
Provincia di Frosinone

フロジノーネ県（フロジノーネけん、イタリア語: Provincia di Frosinone）は、イタリア共和国ラツィオ州に属する県の一つ。県都はフロジノーネ。

## 地理

### 位置・広がり
フロジノーネ県は、ラツィオ州の南部に位置する内陸の県である。北にアブルッツォ州、東にモリーゼ州、南東にカンパニア州と境を接する。
隣接する県は以下の通り。
- 北 - ラクイラ県 （アブルッツォ州）
- 東 - イゼルニア県 （モリーゼ州）
- 南東 - カゼルタ県 （カンパニア州）
- 南 - ラティーナ県
- 北西 - ローマ県

### 主要な都市
2001年の国勢調査に基づく居住地区（Località abitata）別人口統計によれば、人口1万人以上の都市は以下の通り。
- フロジノーネ - 46,024人
- ソーラ - 22,074人
- カッシーノ - 20,369人
- チェッカーノ - 13,709人
- フェレンティーノ - 12,032人
- イーゾラ・デル・リーリ - 11,236人

そのほかの主要な都市としては、アナーニなどがある。
- フロジノーネ
- ソーラ
- カッシーノ

## 歴史
1816年、教皇国家はフロジノーネを中心にフロジノーネ管区 (it:Delegazione apostolica di Frosinone) を置いた。1870年、イタリア王国は教皇領を占領してローマ県を設置し、県の下位区分としてかつての教皇領の行政区画に対応させた郡（Circondario）を設けた。この際、フロジノーネを中心とする地域はフロジノーネ郡 (it:Circondario di Frosinone) となった。
現行の行政区画としてのフロジノーネ県 (Provincia di Frosinone) は1928年に成立した。

## 行政区画

### コムーネ
フロジノーネ県には91のコムーネが属する。主要なコムーネ（人口2万人以上）は下表の通り。左端の数字はISTATコードを示す。人口は2025年1月1日時点。
| コード | 自治体名     | 人口   |
| ------ | ------------ | ------ |
| 060038 | フロジノーネ | 43,099 |
| 060019 | カッシーノ   | 34,925 |
| 060003 | アラトリ     | 27,531 |
| 060074 | ソーラ       | 24,712 |
| 060024 | チェッカーノ | 22,098 |
| 060006 | アナーニ     | 20,603 |

## 人物

### 著名な出身者
- ガイウス・マリウス - 共和政ローマの軍人・政治家。アルピヌム（現在のアルピーノ）生まれ。
- マルクス・トゥッリウス・キケロ - 共和政ローマの政治家・文筆家・哲学者。アルピヌム生まれ。
- ユウェナリス - 1-2世紀の風刺詩人。アクイヌム（現在のアクイーノ）生まれ。
- グレゴリウス9世 - 第178代ローマ教皇。アナーニ生まれ。
- トマス・アクィナス - 13世紀の神学者・哲学者。アクイーノ近郊のロッカセッカ生まれ。
- ボニファティウス8世 - 第193代ローマ教皇。アナーニ生まれ。
- カエサル・バロニウス - 16-17世紀の枢機卿・歴史家。ソーラ生まれ。
- ロドルフォ・グラツィアーニ - 20世紀の軍人。フィレッティーノ生まれ。
- ヴィットリオ・デ・シーカ - 20世紀の映画監督・俳優。ソーラ生まれ。
- マルチェロ・マストロヤンニ - 20世紀の映画俳優。フォンターナ・リーリ生まれ。